# طاس كند
طاس‌ كند هي قرية في مقاطعة تكاب، إيران. يقدر عدد سكانها بـ 26 نسمة بحسب إحصاء 2016.